# 瀧省一
瀧 省一（たき しょういち、1928年2月3日 - 2018年8月13日）は、日本の経営者。関西銀行(現在の関西アーバン銀行)社長、会長を務めた。

## 経歴
大阪府出身。1952年に神戸経済大学を卒業し、同年に住友銀行に入行。1976年12月に取締役に就任し、1978年12月に関西相互銀行に転じて、専務に就任し、1982年10月には副社長を経て、1986年6月に社長に就任。1994年6月から1999年1月までに会長を務めた。
1992年11月に藍綬褒章を受章。
2018年8月13日急性虚血性心疾患のために死去。90歳没。